# 蒙特蘇侏儒螯蝦
蒙特蘇侏儒螯蝦（學名：Cambarellus montezumae）是一種常見的食用甲殼類，原生於墨西哥的侏儒螯蝦，已能夠人工養殖。
蒙特蘇侏儒螯蝦是一種前哥倫布時期墨西哥人的傳統食物，他們或煮或焗，再把肉包在玉米麵豆卷裡。其肉的蛋白質含量高達40%，脂肪含量不但很低而且主要为ω-3及ω-6的多元不饱和脂肪酸，營養豐富而對身體健康。
蒙特蘇侏儒螯蝦的廣泛生活於橫跨墨西哥南部廣泛地區，從哈利斯科州的查帕拉湖到普埃布拉州的火山口湖，所以在國際自然保護聯盟瀕危物種紅色名錄列為无危物种。